# Euxoa stigmatalis
Euxoa stigmatalis là một loài bướm đêm trong họ Noctuidae.